# 糸井裕構
糸井 裕構（いとい ひろなり、1972年（昭和47年）2月6日 - ）は、日本の建築家。武蔵大学卒業。株式会社sside
一級建築士事務所主宰。

## 来歴 ・人物
1972年、東京都世田谷区に生まれる。1995年に武蔵大学経済学部経済学科卒業後アパ
レル会社TOMORROWLANDに入社。アパレル新作発表が南青山にあるコレッツィオーネで
行われた際、その空間の素晴らしさに惹かれ建築を志す。数社の設計事務所を経て
2008年共同でsside建築設計事務所を設立する。数多くの建築以外にも、家具デザイ
ンも積極的に行う。

## 年表
- 1972年2月6日 - 東京都世田谷に生まれる。
- 1990年 - Prince Charles Secondary School(B.C. Canada)卒業
- 1995年 - 武蔵大学経済学部経済学科卒業
- 1995年 - TOMORROWLAND
- 1997年 - Mitsutake Planning Design Office
- 2003年 - D3Studio
- 2008年 - sside建築設計事務所[3]共同設立
- 2011年 - 株式会社ssideとして法人化

## 受賞歴
- 2004年 - 第5回「DANTO TILE DESIGN CONTEST」 入選
- 2005年 - 第7回「あたたかな住空間デザイン」[4] 2005 コンペティション 特別賞
- 2008年 -「Residential Lighting Award　2007」優秀賞
- 2013年 -「2013 インテリアコーディネーションコンテスト」 インテリア産業協会会長賞
- 2014年 - 第31回「NICHIHA SIDING AWARD 2014」 入賞
- 2015年 -「London International Creative Competition 2014（イギリス・London) 入賞
- 2015年 -「A'DESIGN AWARD & COMPETITION 2015」[5] (イタリア・Como)銅賞
- 2015年 -「International Design Award 2014」 (アメリカ・L.A.) 入賞
- 2016年 - 第14回「金属サイディング施工例コンテスト」入選
- 2016年 -「International Design Award 2015」(アメリカ・L.A.) 入賞
- 2016年 - 第33回「NICHIHA SIDING AWARD 2016」 入賞
- 2017年 -「ASIA DESIGN PRIZE 2017」[6] (韓国・ソウル) WINNER
- 2017年 -「International Design Award 2016」(アメリカ・L.A.) 入賞
- 2017年 - 第34回「NICHIHA SIDING AWARD 2017」 入賞
- 2017年 -「THE AMERICAN ARCHITECTURE PRIZE 2017」(アメリカ・L.A.) 入賞
- 2018年 -「BUILD AWARD 2018」(イギリス・London) WINNER
- 2018年 -「A'DESIGN AWARD & COMPETITION 2018」[7](イタリア・Como)銀賞
- 2018年 -「International Design Award 2017」(アメリカ・L.A.) 銅賞
- 2018年 -「BUILD 2018 Residential Top 50」(イギリス・London) WINNER
- 2018年　「The Architecture MasterPrize 2018」(アメリカ・L.A.) WINNER
- 2018年　「German Design Award 2019」(ドイツ・Frankfurt)特別賞
- 2019年　「BUILD AWARD 2019」(イギリス・London) WINNER
- 2019年 -「ASIA DESIGN PRIZE 2019」(韓国・ソウル) WINNER
- 2019年 -「日本空間デザイン賞2019」入選
- 2019年 -「日本産業デザイン振興会グッドデザイン賞 2019」 [8]受賞
- 2020年 -「Paris Design Awards 2020」（フランス・Paris）WINNER
- 2020年 -「The Architecture MasterPrize 2020」(アメリカ・L.A.) WINNER [9]WINNER
- 2021年 -「TITAN Property Awards 2021」(US)金賞
- 2021年 -「GRANDS PRIX DU DESIGN 14e edition」(カナダ・Québec) [10]金賞
- 2021年 -「BUILD AWARD 2021」(イギリス・London)  [11]WINNER
- 2021年 -「日本空間デザイン賞2021」 [12]入選
- 2021年 -「BLT Design Awards 2021」入賞
- 2022年 -「London International Creative Competition 2021」(イギリス・London)  [13]入賞
- 2022年 -「A'DESIGN AWARD & COMPETITION 2021」(イタリア・Como) [14]銅賞
- 2022年 -「BUILD AWARD 2022」(イギリス・London) WINNER
- 2022年 -「Paris Design Awards 2022」（フランス・Paris）WINNER

## 主な作品
| 竣工年 | 名称                   | 所在地           | 国   | 備考 |
| ------ | ---------------------- | ---------------- | ---- | ---- |
| 2004年 | Vis-a-Vis              | 東京都小平市     | 日本 |      |
| 2009年 | MH                     | 東京都日野市     | 日本 |      |
| 2011年 | SHM                    | 東京都目黒区     | 日本 |      |
| 2012年 | ヒカリのトンガリ       | 東京都杉並区     | 日本 |      |
| 2012年 | SDY                    | 東京都品川区     | 日本 |      |
| 2013年 | ahm                    | 東京都世田谷区   | 日本 |      |
| 2013年 | 千歳の住宅：Nero Verde | 東京都墨田区     | 日本 |      |
| 2014年 | イチガヤナガヤ         | 東京都新宿区     | 日本 |      |
| 2014年 | KHM                    | 東京都大田区     | 日本 |      |
| 2014年 | ココロハウス           | 埼玉県深谷市     | 日本 |      |
| 2014年 | YHM                    | 千葉県野田市     | 日本 |      |
| 2015年 | six box                | 埼玉県熊谷市     | 日本 |      |
| 2015年 | ヒカリ回ヒラヤ         | 埼玉県深谷市     | 日本 |      |
| 2016年 | Ｒの音階               | 東京都世田谷区   | 日本 |      |
| 2016年 | オダワラノオリガミ     | 神奈川県小田原市 | 日本 |      |
| 2016年 | ウチソトノウチ         | 千葉県印西市     | 日本 |      |
| 2017年 | イエガタノウチ         | 東京都世田谷区   | 日本 |      |
| 2018年 | ハレ／ハナ／ハコ       | 東京都渋谷区     | 日本 |      |
| 2018年 | 光と森の箱             | 東京都目黒区     | 日本 |      |
| 2019年 | 光葛折                 | 神奈川県鎌倉市   | 日本 |      |
| 2020年 | 狭間の清籟             | 神奈川県横浜市   | 日本 |      |
| 2021年 | Wall Wrap Woods        | 東京都狛江市     | 日本 |      |